# Cocky Gastelaars
Cornelia Maria van Engelsdorp Gastelaars –conocida como Cocky Gastelaars– (Róterdam, Países Bajos, 24 de febrero de 1938) es una nadadora, retirada, especializada en pruebas de estilo libre. Fue subcampeona de Europa en 100 metros libres en el año 1958.

## Palmarés internacional
| Campeonato Europeo de Natación | Campeonato Europeo de Natación | Campeonato Europeo de Natación | Campeonato Europeo de Natación |
| Año                            | Lugar                          | Medalla                        | Prueba                         |
| ------------------------------ | ------------------------------ | ------------------------------ | ------------------------------ |
| 1958                           | Budapest (Hungría)             | Medalla de plata               | 100 m libre                    |
| 1958                           | Budapest (Hungría)             | Medalla de oro                 | 4 × 100 m libres               |
| 1958                           | Budapest (Hungría)             | Medalla de oro                 | 4 × 100 m estilos              |
| 1962                           | Leipzig (Alemania)             | Medalla de oro                 | 4 × 100 m estilos              |